# Obsidian Entertainment
Obsidian Entertainment, Inc. es un empresa desarrolladora de videojuegos estadounidense con sede en Irvine, California. Fue fundada en junio de 2003, poco antes del cierre de Black Isle Studios, por sus ex empleados Feargus Urquhart, Chris Avellone, Chris Parker, Darren Monahan y Chris Jones.
Aunque han creado propiedades intelectuales, muchos de sus juegos son secuelas basadas en propiedades con licencia. Sus primeros proyectos incluyeron Star Wars: Knights of the Old Republic II: The Sith Lords y Neverwinter Nights 2, ambas secuelas de juegos desarrollados por BioWare. Luego el equipo desarrolló su primer juego original, Alpha Protocol, en 2010. Otros trabajos notables de Obsidian son fallout: New Vegas, Dungeon Siege III y South Park: The Stick of Truth.
A lo largo de su historia han cancelado diversos proyectos, como Futureblight, Dwarfs, Aliens: Crucible y Stormlands. Debido a esto, la empresa entró en una grave crisis financiera en 2012. Como resultado, Obsidian decidió financiar colectivamente el videojuego Pillars of Eternity, un juego de rol de perspectiva isométrica, que finalmente se convirtió en un éxito y salvó al estudio del cierre. Posteriormente, el enfoque de la compañía cambió, y pasó de desarrollar títulos con licencia a crear juegos originales basados en la propiedad intelectual del estudio, incluidos Tyranny y una secuela de Pillars of Eternity.
En noviembre de 2018, se anunció que el estudio había sido adquirido por Microsoft y paso a convertirse en parte de Microsoft Studios (ahora conocido como Xbox Game Studios). Sus últimos lanzamientos son el juego de aventuras y supervivencia Grounded y el RPG Pentiment. Obsidian Entertainment está desarrollando actualmente Avowed y The Outer Worlds 2.

## Juegos desarrollados
| Año  | Videojuego                                               | Publicadora           |
| ---- | -------------------------------------------------------- | --------------------- |
| 2004 | Star Wars Knights of the Old Republic II: The Sith Lords | Lucas Arts            |
| 2006 | Neverwinter Nights 2                                     | Atari                 |
| 2010 | Alpha Protocol                                           | Sega                  |
| 2010 | Fallout: New Vegas                                       | Bethesda Softworks    |
| 2011 | Dungeon Siege III                                        | Square Enix           |
| 2014 | South Park: The Stick of Truth                           | Ubisoft               |
| 2015 | Pillars of Eternity                                      | Paradox Interactive   |
| 2015 | Skyforge                                                 | My.com                |
| 2016 | Pathfinder Adventures                                    | Asmodee North America |
| 2016 | Tyranny                                                  | Paradox Interactive   |
| 2017 | Armored Warfare                                          | My.com                |
| 2018 | Pillars of Eternity II: Deadfire                         | Versus Evil           |
| 2019 | The Outer Worlds                                         | Private Division      |
| 2022 | Grounded                                                 | Xbox Game Studios     |
| 2022 | Pentiment                                                | Xbox Game Studios     |
| 2025 | Avowed                                                   | Xbox Game Studios     |
| 2025 | The Outer Worlds 2                                       | Xbox Game Studios     |
| 2025 | Grounded 2                                               | Xbox Game Studios     |

### Juegos cancelados
| Año  | Videojuego       |
| ---- | ---------------- |
| 2006 | Dwarfs           |
| 2009 | Aliens: Crucible |
| 2012 | Stormlands       |